# Tatarskie Muzeum Narodowe w Wilnie
Tatarskie Muzeum Narodowe w Wilnie – wileńskie muzeum działające w latach 1929–1934, gromadzące pamiątki tatarskie z terenów Litwy i Polski .

## Historia
Muzeum zostało założone 3 maja 1929 roku przez Radę Centralną Związku Kulturalno-Oświatowego Tatarów RP i było pierwszą tego typu placówką w Polsce. Kustoszem muzeum został Leon Kryczyński, działacz tatarski, który do zbiorów dołączył również swoją kolekcję. Ze względu na brak siedziby ekspozycja była prezentowana w lokalu Mutiafatu, przy Zaułku Św. Michalskiego pod numerem 5 (dziś ulica Literacka). 
W 1934 Kryczyński wyjechał do Zamościa, a eksponaty muzeum trafiły do magazynu lokalu, gdzie znajdowały się do wybuchu II wojny światowej. Ich dalszy los nie jest znany. Paradoksalnie, zebranie pamiątek tatarskich w jednym miejscu doprowadziło do utraty wielu cennych dokumentów. Do dzisiaj w Polsce, mimo licznych planów, nie udało się ponownie utworzyć muzeum upamiętniającego losy polskich Tatarów.

## Zbiory muzeum
Zbiory muzeum opisuje zachowany katalog z 1929. Wymieniono w nim: rękopisy Koranu, dokumenty z pieczęciami tatarskimi oraz dokument z XVIII wieku, podpisany przez króla Stanisława Augusta Poniatowskiego, monety kufickie, pamiątki po: Macieju Sulkiewiczu, Aleksandrze Sulkiewiczu, Stefanie Bielaku oraz po pułku tatarskim im. Mustafy Achmatowicza oraz liczne ilustracje i zdjęcia. Kronika „Ateneum Wileńskiego” z 1930 wymienia liczbę 104 eksponatów. Część eksponatów to reprodukcje zrobione z różnych ksiąg oraz eksponatów Muzeów: Wojskowego i ordynacji Krasińskich w Warszawie. Rysunki i zdjęcia zawieszono w ramkach na ścianie, dokumenty i księgi umieszczono w dwóch gablotkach. Jak pisze Kryczyński w Przeglądzie Islamskim nie było funduszy na rozwój muzeum (w tym na zakup nowych gablot do ekspozycji). 